# Eurilda Loomis France
Eurilda Q. Loomis France (Pittsburgh, 1865 – New Haven, 1931) fue una pintora estadounidense.

## Biografía
France, nacida Loomis, nació en 1865 en Pittsburgh, Estados Unidos. Viajó a París, Francia, donde tuvo por profesores a los pintores franceses Jules Joseph Lefebvre y Jean-Joseph Benjamin-Constant. También estudió en la Academia Julian con el pintor Carolus-Duran.
France pintaba sobre todo retratos y bodegones florales. Con un estilo impresionista, utilizaba hábilmente la acuarela para dotar de luces y sombras las figuras y su entorno floral con una combinación de toques de color y translúcidos.
Se casó con uno de sus compañeros de estudios, el también artista Jesse Leach France el 24 de enero de 1889. Tras la boda, se mudaron a Katwijk am Zee, Holanda, donde siguieron formándose en la Hague School con el pintor neerlandés Hendrik Willen Mesdag. La pareja regresó a América tiempo después, residiendo en Lexington, Montreal y Búfalo.
En 1890, France exhibió sus obras en el Salón de París y en el Edificio de la Mujer durante la Exposición Mundial Colombina de Chicago, Illinois en 1893. También expuso su trabajo en la Pennsylvania Academy of the Fine Arts y en la Academia Nacional de Dibujo de Estados Unidos. El Stanford Fine Art incluyó las obras de France, junto a las de otras pintoras como Maud Mason y Marguerite Pearson, en su exposición Impressions of Spring, que recopilaba la tendencia del género floral entre los pintores impresionistas de finales del siglo XIX y principios del XX.
France era miembro de la American Federation of Arts, la Sociedad de Artistas Independientes y el New Haven Paint and Clay Club. Falleció en 1931 en New Haven, Connecticut.

## Galería

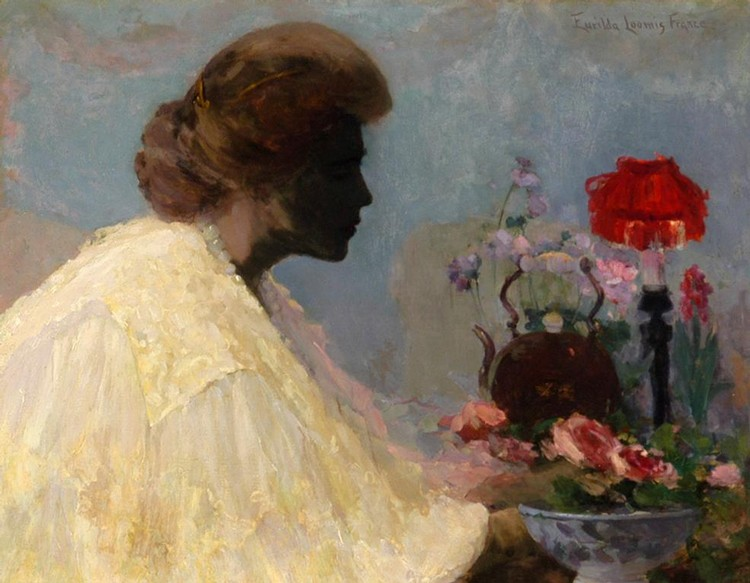
Arranging Spring Flowers (antes de 1931)
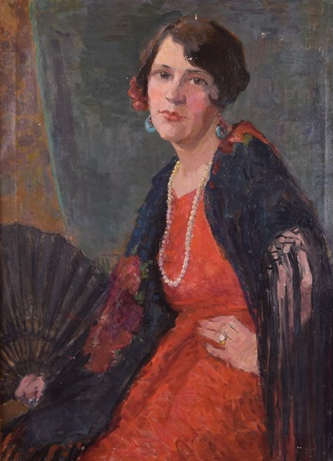
Sin título (antes de 1931)